# Zittau (stacja kolejowa)
Zittau – stacja kolejowa w Żytawie, w kraju związkowym Saksonia, w Niemczech. 
Stacja pełni funkcję ważnego węzła przesiadkowego pomiędzy pociągami, autobusami podmiejskimi i miejskimi oraz ruchem rowerowym. Większość linii przechodzących przez stację, ze względu na jej przygraniczne położenie ma charakter międzynarodowy. Wszystkie są niezelektryfikowane, a ruch we wszystkich kierunkach prowadzony jest przez autobusy szynowe.
Przy stacji kolei normalnotorowej, w odrębnym budynku znajduje się także dworzec końcowy Żytawskiej Kolei Wąskotorowej.

## Połączenia
- Biała Woda
- Cottbus
- Dresden Hauptbahnhof
- Görlitz
- Liberec
- Rybniště
- Seifhennersdorf
- Varnsdorf